# 最後の象形文字
『最後の象形文字』（さいごのしょうけいもじ、原題：英: The Last Hieroglyph）は、アメリカ合衆国のホラー小説家クラーク・アシュトン・スミスによる短編小説。『ウィアード・テールズ』1935年4月号に掲載された。
未来大陸ゾティークを舞台とし、独自の神性ウェルガマを題材としている。ウェルガマが登場する唯一の作品であり、この神は後に体系化されるクトゥルフ神話には（表立った資料や作品には）取り込まれてはいない。
『暗黒の魔像』の後にあたり、妖術師の怒りで破壊されて瓦礫と化したウッマオスが再建されている。
ナイトランド叢書版の解説にて、安田均は「ゾシーク譚では三番目か四番目に好き。何となく間の抜けた一行だが、地獄めぐりにも似た行程がよい。ササイドンに対抗するかのようなヴェルガマ神も"らしい"（向こうのRPGではそうなっている）」と解説している。

## あらすじ
諸国を遊歴する占星術師ヌシャインは、犬のアンサラスと奴隷のモウズダを伴い、クシュラクの首都ウッマオスに身を寄せる。ウッマオスでの生活は快適であったが、ある日ヌシャインの誕生星座である大犬座のそばに、赤い三星が新たに出現する。ヌシャインが星を調べたところ、一行が3人の案内者の導きを受けて旅をすることが予言されていたものの、目的地の特定には至らなかった。うまくいっている町を離れるのは気が進まず、占いの未来も不明瞭なことに、ヌシャインは迷いを抱く。悩み続けて数日が経ったころ、ヌシャインは自分で作った自分の天宮図パピルスに、自分が書いた覚えのない文字を発見する。ミイラに似たその象形文字は、天宮図を毎晩見返すたびに大犬座に近づきつつあった。
ある時、ミイラのような人物が現れ、ヌシャインに「鬼神ウェルガマの住居に行く」ことを告げる。ミイラの象形文字は消えており、まるで目の前の人物として具現化したかのようであった。またパピルスには新たに、人魚と小船の象形文字が浮かび上がっていた。ミイラに導かれた3人は、突然出現した地下納骨所のような通路を進む。
地下洞窟から海へと出ると、ミイラは姿を消し、新たに人魚と小舟が現れる。パピルスから2つの象形文字は消え、新たにサラマンドラの象形文字が現れていた。海を進み、炎の陸地に到達すると、人魚は姿を消し、新たに燃え上がるサラマンドラが現れ、ヌシャインたちを導く。サラマンドラとも別れてさらに進むと、巨大な石造りの館にたどり着く。
館の主人は「ウェルガマ、またの名を運命」と名乗り、巨大な書物を開いてヌシャインに読むように告げる。ヌシャインが覗き込むと、無数の象形文字が載っており、最後のページにはミイラ、人魚、サラマンドラがあった。ウェルガマは、自分が3人の案内者を送り込んだことや、万物は自分の本から一時的に出て存在しているにすぎないことを説明し、アンサラスとモウズダを象形文字へと変える。ヌシャインは己の運命を悟り、そこから逃れようとするが、同じく象形文字に帰られてしまう。そして、ウェルガマの書物の最後に新たに3つの象形文字が加わり、物語は閉幕する。

## 主な登場人物

### 主人公
- ヌシャイン - 主人公の占星術師。旅の3段階それぞれで、運命に抗おうと逃走を図るも、無駄であった。
- アンサラス（犬の星） - 貧弱な雑種犬。尻尾や動作でヌシャインの占術を補佐する。
- モウズダ（闇） - 口のきけない隻眼の黒人奴隷。視力がよく、ヌシャインの占術を補佐する。

### 神秘の存在
- ミイラ - 第1の案内人・地下洞窟の支配者。蝋引き布で全身を覆い隠した人物。
- 人魚 - 第2の案内人・海の支配者。半人半猿の頭部をもつ、男の人魚。
- サラマンドラ - 第3の案内人・炎の陸地の支配者。燃え上がる爬虫類。
- ウェルガマ - ゾティーク最強と称される、謎めいた鬼神。天と地の全てを支配すると言われる。3段階の旅の果ての地に館を構える。頭巾をかぶった巨大な人影の姿をしている。目をつけた者を象形文字へと変えて、己の所持する書物へと取り込む。あるいは存在する万物はウェルガマの本から抜け出た文字にすぎないとも言われる。

## 収録
- 『ゾティーク幻妖怪異譚』創元推理文庫、大瀧啓裕訳「最後の象形文字」
- 『魔術師の帝国1 ゾシーク篇』ナイトランド叢書、安田均訳「最後の文字」